# Alberto Gil Novales
Alberto Gil Novales (Barcelona, 25 de enero de 1930 - Madrid, 14 de noviembre de 2016) fue un historiador español, hermano del escritor, traductor y dramaturgo Ramón Gil Novales.

## Biografía
Hijo de Ramón Gil, funcionario de la Diputación de Huesca nacido en Boltaña y de una maestra oscense de orígenes navarros y riojanos, Concha Novales. Su abuelo materno emigró a Buenos Aires y al volver se estableció en Huesca, donde abrió una fábrica de alpargatas y más tarde se hizo constructor. 
Alberto estudió Bachillerato en Huesca y Derecho en la Universidad de Zaragoza, obteniendo el doctorado en Madrid; amplió estudios en Alemania (Universidad des Saarlandes de Saarbrücken, 1958), viajó por ese país, Austria, Italia Francia y en 1959 publicó su primer libro, Las pequeñas Atlántidas. En 1961 fue nombrado profesor en Middlebury College (Middlebury, Vermont, EUA) donde enseñó historia y literatura española e hispanoamericana. Regresó a España en 1964, entrando enseguida en la Universidad de Madrid, donde se doctoró en 1965; en 1972 ganó por oposición la agregaduría de Historia de los Fenómenos Sociales en la Facultad de Filosofía y Letras de la Universidad Autónoma de Barcelona, y en 1980 pasó a la agregación de Historia Universal Contemporánea de la facultad de Ciencias de la Información de la Universidad Complutense de Madrid. Allí obtuvo y ocupó la cátedra de Historia Universal Contemporánea (1983) en la que llegó a jubilarse. En 1984 se presentó a rector de la Complutense para suceder a Francisco Bustelo quedando en segundo lugar tras Amador Schüller. 
Hizo su tesis doctoral en Derecho y sobre la figura del regeneracionista aragonés Joaquín Costa: La concepción del derecho nacional en Joaquín Costa (1965). Entre sus estudios más relevantes están Las Sociedades Patrióticas del Trienio Constitucional (1820-1823), materia en el que es considerado uno de los mayores especialistas, así como en historia del Alto Aragón, y diversos trabajos biográficos extraordinariamente documentados sobre Joaquín Costa, Antonio Machado, Rafael del Riego o Juan Romero Alpuente, algunas de cuyas obras ha editado también. En 1983 fundó y dirigió la revista Trienio, Ilustración y Liberalismo, de ya larga trayectoria. Su último trabajo fue un monumental Diccionario biográfico de España (1808-1833). De los orígenes del liberalismo a la reacción absolutista. Madrid, Fundación Mapfre, 2011, en tres volúmenes, con 25 000 entradas. Ha publicado muchos libros, artículos y comunicaciones a Congresos, en total más de doscientos cincuenta títulos, y fue miembro del consejo editorial de las revistas Ler História de Lisboa, de España Contemporánea y desde 1992 de Comparativ de Leipzig. Ha escrito también algunos artículos para los periódicos Diario 16 o El País. Fue miembro (1987) y Vicepresidente (1995) de la Comisión Internacional de Historia de la Revolución Francesa y Consejero honorario del Instituto de Estudios Altoaragoneses; las Academias Nacionales de la Historia de Colombia y de Venezuela le nombraron correspondiente en 1996. Legó toda su biblioteca al Instituto de Estudios Altoaragoneses. En la obra Diccionario Akal de Historiadores españoles contemporáneos su orientación política es descrita como «progresista y demócrata». Entre sus discípulos más importantes figuran Lluís Roura Aulinas, Juan Francisco Fuentes y Ramón Arnabat.

## Obras

### Libros
- Las pequeñas Atlántidas, Barcelona 1959
- Antonio Machado, Barcelona 1966 (3ª ed, Madrid 1992)
- Las sociedades patrióticas (1820-1823): las libertades de expresión y de reunión en el origen de los partidos políticos, Madrid: Tecnos, 1975, 2 vols.[4]
- El Trienio liberal, Madrid 1980 (2ª ed. id 1989).
- William Maclure. Socialismo Utópico en España (1808-1840), Barcelona 1989[5]
- Diccionario biográfico del Trienio liberal, en colaboración, Madrid 1991.
- Diccionario biográfico español, 1808-1833 (Personajes Extremeños), (Editora Regional de Extremadura, 1998).
- Diccionario biográfico aragonés, 1808-1833 (Instituto de Estudios Altoaragoneses, Diputación de Huesca, 2005).[6]
- Diccionario biográfico de España (1808-1833). De los orígenes del liberalismo a la reacción absolutista. Madrid, Fundación Mapfre, 2011, 3 vols.
- Images of Wellington and Britain in Spain after 1815 (University of Southampton, 1990)
- Del antiguo al nuevo régimen en España(Academia Nacional de la Historia, 1986)
- La Revolución de 1868 en el Alto Aragón (Guara Editorial, 1980)
- Derecho y revolución en el pensamiento de Joaquín Costa(Ediciones Península, 1965)
- Ciencia e Independencia Política Madrid: Ediciones del Orto, 1996. ISBN 978-84-7923-095-1
- Con Francisco Domingo Román Ojeda Riego, Héroe de las Cabezas Excmo. Ayuntamiento de Las Cabezas de San Juan, 1988. ISBN 978-84-505-8083-9
- Con Alberto Filippi, Bolívar y Europa en las crónicas, el pensamiento político y la historiografía, Ediciones de la Presidencia de la República, Comité Ejecutivo del Bicentenario de Simón Bolívar, ISBN 980-03-0198-4 (980-03-0198-4)

### Ediciones
- Juan Romero Alpuente: Historia de la Revolución española y otros escritos, Madrid 1989
- Joaquín Costa: Historia crítica de la Revolución española, Madrid 1992.
- Pedro Riaño de la Iglesia, La imprenta en la isla gaditana durante la Guerra de la Independencia. Libros, Folletos Y Hojas Volantes (1808-1814) Ensayo Bio-Bibliográfico Documentado, Madrid: Ediciones del Orto, 2004, 3 vols.
- Joaquín Costa, Obra política menor (1868-1916), ed. Alberto Gil Novales, Huesca, Fundación Joaquín Costa, Instituto de Estudios Altoaragoneses, 2005.
- La Revolución liberal. Congreso sobre la Revolución liberal española en su diversidad peninsular (e insular) y americana, Madrid, abril de 1999, ed. Alberto Gil Novales, Madrid, Ediciones del Orto, 2001. (Colección: Anejos de la revista Trienio. Ilustración y Liberalismo, n.º 5).
- Santiago Jonama, Cartas al abate de Pradt: por un indígena de la América del sur A. Bosch, 1992. ISBN 978-84-85855-59-9
- La Revolución Burguesa En España: Actas Del Coloquio Hispano-Alemán, Celebrado En Leipzig Los Días 17 Y 18 De noviembre de 1983 Universidad Complutense, 1985. ISBN 978-84-7491-169-5
- Textos Exaltados Del Trienio Liberal Ediciones Júcar, 1979. ISBN 978-84-334-5522-2
- Rafael del Riego y Núñez, La revolución de 1820, día a día: cartas, escritos y discursos, Madrid: Editorial Tecnos, 1976. ISBN 978-84-309-0644-4
- Ejército, pueblo y Constitución: homenaje al general Rafael del Riego. Coloquio internacional en homenaje al general Rafael del Riego Revista Trienio Ilustración y Liberalismo, 1987. ISBN 978-84-86207-27-4
- José Manuel de Vadillo, La Independencia de América: apuntes sobre los principales sucesos que han influido en el estado actual de América del Sur. Alberto Gil Novales (edición crítica). Coedición con Ediciones Doce Calles; Secretaría General Iberoamericana, Aranjuez, 2006. ISBN 84-8479-072-X (FUNDACIÓN MAPFRE) 84-9744-033-1 (Ediciones Doce Calles, S.L.)[7]

### Traducciones
- Gabriel Marcel, Filosofía concreta, Madrid: Revista de Occidente, 1959.